# Yaron Silberberg

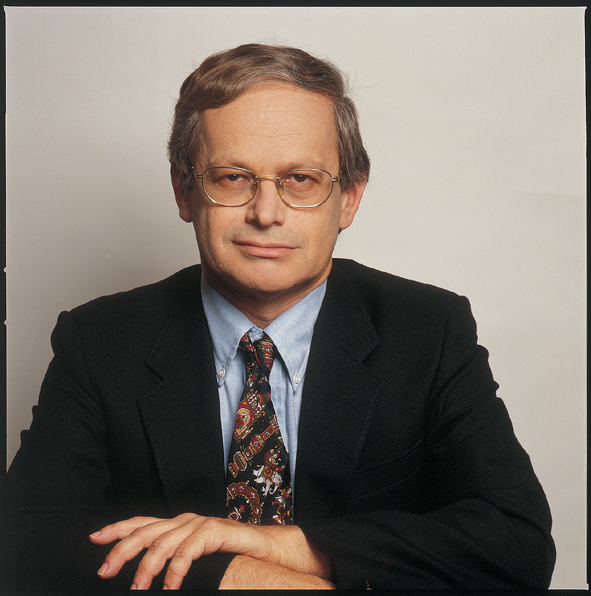
Yaron Silberberg

Yaron Silberberg (* 1951 in Giv’atajim; † 21. April 2019) war ein israelischer Physiker am Weizmann-Institut, der sich mit nichtlinearer Optik, integrierter Optik, optischen Solitonen und optischer Kommunikationstechnologie und Physik mit ultrakurzen Laserpulsen befasste. 

## Leben
Silberberg studierte Physik an der Universität Tel Aviv mit dem Bachelor-Abschluss 1972 und am Weizmann-Institut mit dem Master-Abschluss in Angewandter Physik 1975 und der Promotion 1984. Dazwischen forschte er 1975 bis 1979 bei der israelischen Armee. 1985 bis 1994 war er bei Bellcore in Red Bank (New Jersey). 1994 wurde er Associate Professor und 1999 Professor am Weizmann-Institut in der Abteilung Physik komplexer Systeme, das er 1999 bis 2002 leitete. 2002 bis 2008 war er Dekan für Physik und seit 2008 leitete er das Crown Photonics Center am Weizmann-Institut. Er war dort Harry Weinrebe Professor for Laser Physics.
Seine Gruppe untersuchte Modelle periodischer und ungeordneter Systeme, wie sie etwa in der Festkörperphysik vorkommen, mit Systemen von optischen Wellenleitern, wobei Wechselwirkungen durch Nichtlinearitäten in der Optik dargestellt werden und die Quanteneigenschaften durch das Studium einzelner Photonen in solchen Systemen. 2008 stellten sie so Anderson-Lokalisierung dar. Sie benutzten ultrakurze Laserpulse für neue Arten von Raster-Laser-Mikroskopie (Third-Harmonic Generation Microscopy (1997), Single-pulse CARS microscopy (2002), Temporal Focusing Microscopy (2005)). In der Quantenoptik demonstrierte seine Gruppe die Manipulation des Zeitverlaufs einzelner Photonen (2005) und die Anwendung und Erzeugung von Schrödinger-Katzen-Zuständen und NOON-Zuständen. Weiter befasste er sich mit Quantenkontrolle, das heißt, der selektiven Anregung oder Verstärkung, von Multiphoton-Prozessen mit Hilfe speziell geformter Femtosekunden-Laserpulse.
1990 demonstrierte er Licht-Kugeln (Light Bullets), den raum-zeitlichen Kollaps von Laserpulsen. und entwickelte in den 1980er und 1990er Jahren optische Schalter für digitale optische Informationsverarbeitung.
Er war seit 2013 Mitglied der Israelischen Akademie der Wissenschaften und wurde 1991 Fellow der Optical Society of America. 2013 erhielt er den Max Born Award, 2018 den Rothschild-Preis.